# بنی صلاح (یمن)
 بنی صلاح  به عربی ( بَنی صَلاح  )، روستایی است در دهستان المُقَبَنَة از توابع استان حضرموت در کشور یمن در شبه جزیره عربستان.

## جمعیت
جمعیت آن ( ۹۰ ) نفر ( ۸ خانوار) می‌باشد.